# Lac-Mégantic
Lac-Mégantic is een stad (ville) in de Canadese provincie Québec. De plaats is gelegen in Estrie, in de gewestelijke graafschapsgemeente Le Granit, waarvan het de hoofdplaats is. Lac-Mégantic ligt op 140 km ten zuiden van de stad Québec, aan het gelijknamige meer, waar de rivier de Chaudière ontspringt.
De eerste westerlingen vestigden zich rond 1850 in de streek, die voordien bevolkt werd door Abenaki-Indianen. De huidige stad vindt zijn oorsprong in de tussen 1885 en 1895 gestichte dorpen  Mégantic en  Agnès. Beide dorpen werden in 1907 samengevoegd tot de stad Mégantic . Deze naam werd in 1958 veranderd in Lac-Mégantic.
De bevolking bedraagt ongeveer 6000, maar loopt op tot 10.000 als ook de kleine gemeenten uit de omgeving worden meegerekend, zoals Frontenac, Marston en Nantes. Een belangrijk deel van de economie is gebaseerd op hout en graniet, maar ook op het toerisme, door de aanwezigheid in de omgeving van wouden, meren en bergen.
Op 6 juli 2013 werden zo'n 30 huizen van de stad verwoest bij een treinramp; een onbemande goederentrein met olie ontspoorde en explodeerde. Hierbij kwamen 47 mensen om het leven.

## Demografie
| 1996 | 2001 | 2006 | 2014 |
| ---- | ---- | ---- | ---- |
| 5864 | 5897 | 5967 | 6036 |